# محمد حقوقی
محمد حُقوقی (۱۳ اردیبهشت ۱۳۱۶ در اصفهان – ۸ تیر ۱۳۸۸ در اصفهان) شاعر و منتقد ادبی معاصر بود. وی از جمله نویسندگان گروه ادبی جنگ اصفهان بوده است. عمده آثار حقوقی در نقد و معرفی شاعرانی نظیر نیما یوشیج، سهراب سپهری، احمد شاملو، مهدی اخوان ثالث و فروغ فرخزاد بوده است.

## زندگی
محمد حقوقی در ۱۳ اردیبهشت ۱۳۱۶ در اصفهان زاده می‌شود. سال‌های دبستان و دبیرستان خود را در زادگاهش اصفهان می‌گذراند. با توجه زمینه خانوادگی از همان سال‌های دبیرستان به ادبیات علاقه‌مند شده در سال ۱۳۳۷ وارد دانشسرای عالی می‌شود و از استادانی چون جلال‌الدین همایی، محمد معین، پرویز ناتل خانلری محمد مقدم و حسین عریضی بهره‌مند می‌شود.
نخستین شعرهایش در سال ۳۸ و ۳۹ منتشر می‌شود و در همین سال هاست که با نادر نادرپور، سیمین بهبهانی، سیاوش کسرایی، منوچهر آتشی و بهرام صادقی آشنا می‌شود. پس از فارغ‌التحصیلی به اصفهان بازمی‌گردد و مشغول به تدریس در دبیرستان می‌شود.

محمد حقوقی به همراه هوشنگ گلشیری، محمد کلباسی، فریدون مختاریان و جلیل دوستخواه اولین هیئت تحریریه جنگ اصفهان را تشکیل می‌دهند و در تابستان ۱۳۴۴ نخستین شماره جنگ اصفهان را منتشر می‌کنند. با پیوستن احمد گلشیری، ابوالحسن نجفی و احمد میرعلایی به جنگ اصفهان حوزه فعالیت این گروه گسترش می‌یابد.
محمد حقوقی در ادامه فعالیت‌های ادبی، مقاله «کی مرده کی بجاست» را در سال ۱۳۴۵ و دو سال بعد مقاله دیگری با عنوان «از سرچشمه تا مصب» را می‌نویسد و به آسیب‌شناسی شعر معاصر ایران می‌پردازد. در سال ۱۳۴۸ مجموعه‌های «زوایا و مدارات» و «فصل‌های زمستانی» را منتشر می‌کند. در سال ۱۳۵۱ مجموعه دیگری از سروده‌های حقوقی با عنوان «شرقی‌ها» منتشر می‌شود.

محمد حقوقی دوشنبه هشتم تیرماه ۱۳۸۸ در زادگاه خود اصفهان درگذشت.

### شعر
- زوایا و مدارات، (۱۳۴۸)
- فصل‌های زمستانی، منتخبی از شعرهای سالهای ۴۳ تا ۴۷ انتشارات زمان (۱۳۴۸)
- شرقی‌ها، (۱۳۵۱)
- با شب، با زخم، با گرگ، مجموعه شعر انتشارات زمان (۱۳۵۷)
- گریزهای ناگریز، (۱۳۵۷)
- خروس هزار یال، (۱۳۶۸)
- شب، مانا، شب، (۱۳۷۰)
- شعر نو از آغاز تا امروز (۱۳۵۰–۱۳۰۱) - (۱۳۵۱–۱۳۶۴)
- دالان‌های بلند عصر (شعرهای برنی) (۱۳۷۳)
- گنجشک‌ها و گیلاس‌ها (۱۳۸۱)
- از صدا تا سکوت (لاک‌پشت‌ها)

### نقد ادبی
- احمد شاملو: شعر شاملو از آغاز تا امروز، شعرهای برگزیده، تفسیر و تحلیل موفق‌ترین شعرها (۱۳۶۱)
- مهدی اخوان ثالث: شعر مهدی اخوان ثالث از آغاز تا امروز، شعرهای برگزیده، تفسیر و تحلیل موفق‌ترین شعرها انتشارات نگاه (۱۳۷۰)
- شعر نو از آغاز تا امروز ۱۳۷۰–۱۳۰۱
- سهراب سپهری: شعر سپهری از آغاز تا امروز، شعرهای برگزیده…انتشارات نگاه (۱۳۷۱)
- فروغ فرخزاد، شعر فروغ فرخزاد از آغاز تا امروز شعرهای برگزیده، تفسیر و تحلیل موفق‌ترین شعرها انتشارات نگاه (۱۳۷۲)
- نیما یوشیج: شعر نیما یوشیج از آغاز تا امروز، شعرهای برگزیده تفسیر و تحلیل موفق‌ترین شعرها - انتشارات نگاه (۱۳۷۹)